# Nekrolog September 2008
Nekrolog
◄◄
| ◄
| 2004
| 2005
| 2006
| 2007
| 2008 | 2009 | 2010 | 2011 | 2012 | ► | ►►
Januar |
Februar |
März |
April |
Mai |
Juni |
Juli |
August |
September |
Oktober |
November |
Dezember 2008
Weitere Ereignisse | Allgemeiner Nekrolog 2008
Die Beschreibung der verstorbenen Person sollte so kurz wie möglich gehalten sein und nur deren signifikante Tätigkeit(en) enthalten.
Neue Namen ggf. auch unter dem Geburts- und Sterbedatum, also etwa unter 1. Januar und im Geburts- und Sterbejahr (2024) eintragen (nur bei entsprechender großer Wichtigkeit). Für Beispiele siehe die schon vorhandenen Artikel.
Außerdem über die fünf zuletzt Verstorbenen, zu denen es einen ausreichend guten Artikel für eine Präsentation auf der Hauptseite gibt, nach der todesbedingten Überarbeitung der Artikel ggf. auch unter Wikipedia Diskussion:Hauptseite informieren und sie am besten auch in den anderen Wikipedia-Sprachversionen eintragen. Tipp: Regelmäßig bei news.google.de nach „ist tot“, „gestorben“ oder „verstorben“ suchen.
Wenn eine Person gestorben ist, gibt es viele Seiten zu dieser Person in der Wikipedia, die davon auch betroffen sind und entsprechend aktualisiert werden müssen. Beispiele: Namenübersichtsseite, Geburtsjahr, Geburtsort-Seiten und viele mehr.
Wie finde ich die betroffenen Seiten?
Im Suchfeld auf der linken Seite gibt man den Suchbegriff so ein: „Vorname Nachname“. Dann klickt man auf Volltext und alle Seiten mit entsprechendem Suchtext werden aufgerufen. Hier sieht man dann schnell, wo auch das Todesjahr Sinn macht oder sogar ein Teil des Artikels angepasst werden muss. Auch hilft das „Werkzeug“ auf der linken Seite sehr gut, um solche Seiten aufzufinden: „Links auf diese Seite“. Somit ist die Wikipedia wieder aktuell in allen Bereichen! Hinweis: bei Eintragung der Kategorie „Gestorben JAHR“ wird der Missbrauchsfilter 49 ausgelöst, was jedoch nicht schlimm ist. Siehe: Spezial:Missbrauchsfilter/49
Dies ist eine Liste von im September 2008 verstorbenen bekannten Persönlichkeiten. Die Einträge erfolgen innerhalb der einzelnen Daten alphabetisch sortiert. Tiere sind im Nekrolog für Tiere zu finden.

## September
| Tag           | Name                               | Beruf, bekannt als                                                                             | Alter | Beleg |
| ------------- | ---------------------------------- | ---------------------------------------------------------------------------------------------- | ----- | ----- |
| 1. September  | Carl Kaufmann                      | deutscher Leichtathlet ka-news.de                                                              | 72    |       |
| 1. September  | Don LaFontaine                     | US-amerikanischer Trailer-Sprecher newsv1.orf.at                                               | 68    |       |
| 1. September  | Ingeborg Bausenwein                | deutsche Sportlerin dosb.de                                                                    | 87    |       |
| 1. September  | Jerry Reed                         | US-amerikanischer Sänger und Schauspieler gactv.com                                            | 71    |       |
| 1. September  | Jorio Vivarelli                    | italienischer Künstler ansa.it                                                                 | 86    |       |
| 1. September  | Michael Pate                       | australischer Schauspieler abc.net.au                                                          | 88    |       |
| 1. September  | Oded Schramm                       | israelisch-amerikanischer Mathematiker nytimes.com                                             | 46    |       |
| 1. September  | Ruxandra Sireteanu-Constantinescu  | rumänisch-deutsche Biophysikerin danhconst.net                                                 | 62    |       |
| 1. September  | Siegfried Bärsch                   | deutscher Politiker bwv-bayern.org                                                             | 88    |       |
| 1. September  | Sorin Gheorghiu                    | rumänischer Schauspieler romanianvip.com                                                       | 68    |       |
| 1. September  | Thomas J. Bata                     | tschechisch-kanadischer Unternehmer derstandard.at                                             | 93    |       |
| 2. September  | Abdullah al-Harari                 | äthiopischer Religionsführer fr.jpost.com                                                      | 98    |       |
| 2. September  | Andrea C. Busch                    | deutsche Schriftstellerin                                                                      | 45    |       |
| 2. September  | Andreas Zeier Cappelen             | norwegischer Jurist und Politiker nbl.snl.no                                                   | 93    |       |
| 2. September  | Arne Domnérus                      | schwedischer Jazzmusiker iht.com                                                               | 83    |       |
| 2. September  | Bill Meléndez                      | US-amerikanischer Trickfilmzeichner und Filmproduzent nytimes.com                              | 91    |       |
| 2. September  | Joey Giardello                     | US-amerikanischer Boxer cbc.ca                                                                 | 78    |       |
| 2. September  | Josef Traindl                      | österreichischer Jazz- und Improvisationsmusiker (Posaune)                                     | 61    |       |
| 3. September  | Andrei Fanici                      | rumänischer Fußballspieler gsp.ro                                                              | 53    |       |
| 3. September  | Donald Blakeslee                   | US-amerikanischer Kampfpilot nytimes.com                                                       | 90    |       |
| 3. September  | Françoise Demulder                 | französische Kriegsfotografin derstandard.at                                                   | 61    |       |
| 3. September  | Géo Voumard                        | Schweizer Komponist, Arrangeur, Pianist und Radiojournalist derstandard.at                     | 87    |       |
| 3. September  | Herbert Alois Kraus                | österreichischer Journalist, Politiker und Unternehmer live-pr.com                             | 96    |       |
| 3. September  | Joan Segarra                       | spanischer Fußballspieler                                                                      | 80    |       |
| 3. September  | Michael Hammer                     | US-amerikanischer Wirtschaftswissenschaftler                                                   | 60    |       |
| 3. September  | Pierre Van Dormael                 | belgischer Gitarrist der Pop- und Jazz-Musik dhnet.be                                          | 56    |       |
| 3. September  | Roman Polt                         | österreichischer Jazztrompeter derstandard.at                                                  | 82    |       |
| 3. September  | Yasuo Mizui                        | japanischer Bildhauer                                                                          | 83    |       |
| 4. September  | Alain Jacquet                      | französischer Maler und Grafiker                                                               | 69    |       |
| 4. September  | Tommy Johnston                     | schottischer Fußballspieler                                                                    | 81    |       |
| 4. September  | Alexander Koschuchow               | russischer Handball-Funktionär spox.com                                                        | 66    |       |
| 4. September  | Dafina Milanović                   | serbische Bankierin blic.rs                                                                    | 60    |       |
| 4. September  | Dan Bar-On                         | israelischer Psychologe und Autor presseportal.de                                              | 69    |       |
| 4. September  | Erik Nielsen                       | kanadischer Politiker                                                                          | 84    |       |
| 4. September  | Gaby Michailescu                   | rumänischer Künstleragent und Schriftsteller centrul-cultural-pitesti.ro                       | 97    |       |
| 4. September  | Helma Sjuts                        | deutsche Ballonfahrerin wn.de                                                                  | 89    |       |
| 4. September  | Jenny Böken                        | deutsche Offiziersanwärterin                                                                   | 18    |       |
| 4. September  | Jerome Ferdinand Weber             | Altabt von Saint Peter-Muenster, Kanada catholic-hierarchy.org                                 | 93    |       |
| 4. September  | Marius Mircu                       | rumänisch-israelischer Schriftsteller und Historiker wxwx.wordpress.com                        | 99    |       |
| 4. September  | Martin Schliessler                 | deutscher Abenteurer, Filmemacher und Künstler                                                 | 79    |       |
| 4. September  | Mila Schön                         | italienische Modeschöpferin                                                                    | 91    |       |
| 4. September  | Ramón Torres Martínez              | mexikanischer Architekt                                                                        | 83    |       |
| 5. September  | Eduardo Bergara Leumann            | argentinischer Schauspieler findagrave.com                                                     | 76    |       |
| 5. September  | Günther Schiwy                     | deutscher Schriftsteller und Verlagslektor                                                     | 75    |       |
| 5. September  | Hans Bietenhard                    | Schweizer reformierter Pfarrer und Theologe                                                    | 92    |       |
| 5. September  | Heinz Clauss                       | deutscher Balletttänzer                                                                        | 73    |       |
| 5. September  | Hubert Pfaffenbichler              | österreichischer Maler und Bildhauer hubertpfaffenbichler.at                                   | 65    |       |
| 5. September  | Joseph Mukwaya                     | Altbischof von Kiyinda-Mityana (Uganda) bukeddekussande.co.ug                                  | 77    |       |
| 5. September  | Robert Giroux                      | US-amerikanischer Verleger nzz.ch                                                              | 94    |       |
| 5. September  | Rudolf Juchems                     | deutscher Mediziner [FAZ]                                                                      | 79    |       |
| 5. September  | Maria Leipelt                      | deutsch-amerikanische Biochemikerin                                                            | 82    |       |
| 5. September  | Thubten Jigme Norbu                | tibetischer Geistlicher, Autor und Bürgerrechtler savetibet.org                                | ~86   |       |
| 5. September  | Van Wastell                        | US-amerikanischer Skateboarder bittenandbound.com                                              | 24    |       |
| 6. September  | Abd al-Halim Abu Ghazala           | ägyptischer General und Politiker                                                              | 78    |       |
| 6. September  | Allan Lawrence                     | kanadischer Politiker                                                                          | 82    |       |
| 6. September  | Anita Page                         | US-amerikanische Filmschauspielerin derstandard.at                                             | 98    |       |
| 6. September  | Antonio Innocenti                  | italienischer Kurienkardinal Italien: Kardinal Innocenti +                                     | 93    |       |
| 6. September  | Bill Parnell                       | kanadischer Mittelstreckenläufer                                                               | 80    |       |
| 6. September  | Bill Shorthouse                    | englischer Fußballspieler independent.co.uk                                                    | 86    |       |
| 6. September  | Georg Kahn-Ackermann               | deutscher Politiker bjv.de                                                                     | 90    |       |
| 6. September  | Hans Ulrich Kesselring             | Schweizer Winzer im Thurgau                                                                    |       |       |
| 6. September  | Horstmar Hale                      | deutscher Politiker                                                                            | 71    |       |
| 6. September  | Mel Harris                         | US-amerikanischer Filmproduzent variety.com                                                    | 65    |       |
| 7. September  | Andreas Rulle                      | deutscher Karikaturist mitspitzerfeder.de                                                      | 49    |       |
| 7. September  | Bernhard Zeller                    | deutscher Archivar welt.de                                                                     | 88    |       |
| 7. September  | Charles W. Arnade                  | US-amerikanischer Historiker und Hispanist deutscher Herkunft                                  | 81    |       |
| 7. September  | Daniel Gil Zorrilla                | Altbischof von Salto (Uruguay) daletacua.blogspot.com                                          | 78    |       |
| 7. September  | Dino Dvornik                       | kroatischer Sänger und Schauspieler vecernji.hr                                                | 44    |       |
| 7. September  | Don Haskins                        | US-amerikanischer Basketballtrainer elpasotimes.com                                            | 78    |       |
| 7. September  | Enrico Franzoni                    | Schweizer Politiker (Katholisch-Konservative)                                                  | 88    |       |
| 7. September  | Gottfried Seebaß                   | deutscher Theologe und Kirchenhistoriker uni-heidelberg.de                                     | 71    |       |
| 7. September  | Gregory Mcdonald                   | US-amerikanischer Schriftsteller                                                               | 71    |       |
| 7. September  | Hermann Niehues                    | deutscher Manager recyclingmagazin.de                                                          | 61    |       |
| 7. September  | Ilarion Ciobanu                    | rumänischer Rugbyspieler, Schauspieler und Regisseur evz.ro                                    | 76    |       |
| 7. September  | Karl Häuser                        | deutscher Ökonom                                                                               | 87    |       |
| 7. September  | Steve Norbury                      | britischer Seitenwagenrennfahrer manxradio.com                                                 | 37    |       |
| 7. September  | Vintilă Ivănceanu                  | österreichischer Theaterregisseur und Schriftsteller derstandard.at                            | 68    |       |
| 7. September  | Wendelin Schmidt-Dengler           | österreichischer Literatur- und Sprachwissenschaftler diepresse.com                            | 66    |       |
| 8. September  | Christian Dudek                    | deutscher Schlagzeuger (Gründungsmitglied von Sodom) metal-hammer.de                           | 42    |       |
| 8. September  | Evan Tanner                        | US-amerikanischer Martial-Arts-Kämpfer                                                         | 37    |       |
| 8. September  | George Zarnecki                    | britischer Kunsthistoriker                                                                     | 92    |       |
| 8. September  | Hector Zazou                       | französischer Musikkomponist und Musikproduzent derstandard.at                                 | 60    |       |
| 8. September  | Hjördis Schymberg                  | schwedische Sopranistin tamino-klassikforum.at                                                 | 99    |       |
| 8. September  | Horst Wachsmuth                    | deutscher Physiker                                                                             | 75    |       |
| 8. September  | Lydia Marinelli                    | österreichische Historikerin trauerhilfe.at                                                    | 43    |       |
| 8. September  | Marianne Fischer-Kupfer            | deutsche Gesangspädagogin tagesspiegel.de                                                      | 86    |       |
| 8. September  | Anna-Marie Globenski               | kanadische Pianistin und Musikpädagogin                                                        | 79    |       |
| 8. September  | Nathan Green Gordon                | US-amerikanischer Politiker arkansasbusiness.com                                               | 92    |       |
| 8. September  | Rainer Klinke                      | deutscher Mediziner [FAZ]                                                                      | 72    |       |
| 8. September  | Rudolf Leiner                      | österreichischer Unternehmer noen.at                                                           | 95    |       |
| 8. September  | Tamara Ehlert                      | deutsche Lyrikerin                                                                             | 86    |       |
| 8. September  | Wolfgang Egerter                   | deutscher Politiker mainpost.de                                                                | 77    |       |
| 8. September  | Günter Fredrich                    | deutscher Komponist, Dirigent und Musikpädagoge                                                | 81    |       |
| 9. September  | Bheki Mseleku                      | südafrikanischer Jazzmusiker                                                                   | 53    |       |
| 9. September  | François Wasserfallen              | Schweizer Kulturpolitiker bernerzeitung.ch                                                     | 46    |       |
| 9. September  | Jacob Lekgetho                     | südafrikanischer Fußballspieler football365.co.za                                              | 34    |       |
| 9. September  | Nouhak Phoumsavanh                 | laotischer Politiker und ehemaliger Staatspräsident earthtimes.org                             | 94    |       |
| 9. September  | P. N. Menon                        | indischer Filmregisseur entertainment.in.msn.com                                               | 80    |       |
| 9. September  | Richard Monette                    | kanadischer Schauspieler und Regisseur cbc.ca                                                  | 64    |       |
| 9. September  | Thomas Nicolaou                    | griechisch-deutscher Schriftsteller und Übersetzer                                             | 71    |       |
| 10. September | Dietrich Katzenstein               | deutscher Jurist jusline.de                                                                    | 85    |       |
| 10. September | Florian Goebel                     | deutscher Astrophysiker typicallyspanish.com                                                   | 35    |       |
| 10. September | Gorm Grimm                         | deutscher Suchtmediziner                                                                       |       |       |
| 10. September | Gérald Beaudoin                    | kanadischer Jurist und Politiker droitcivil.uottawa.ca                                         | 79    |       |
| 10. September | Hans Wendt                         | deutscher Unternehmer, Träger des Bundesverdienstkreuzes freiepresse.de                        | 77    |       |
| 10. September | Isaac Montero                      | spanischer Schriftsteller und Drehbuchautor derstandard.at                                     | 71    |       |
| 10. September | José Dammert Bellido               | Altbischof von Cajamarca (Peru) periodismoenlinea.org                                          | 91    |       |
| 10. September | Robert Glasgow                     | US-amerikanischer Organist und Musikpädagoge                                                   | 83    |       |
| 10. September | Fitzroy Hoyte                      | Radrennfahrer aus Trinidad und Tobago                                                          | 68    |       |
| 10. September | Ruedi Rymann                       | Schweizer Volksmusikant tagesschau.sf.tv                                                       | 75    |       |
| 10. September | Vernon Handley                     | englischer Dirigent gramophone.co.uk                                                           | 77    |       |
| 10. September | Werner Homuth                      | deutscher Baugestalter, Bildhauer, Grafiker und Restaurator                                    | 74    |       |
| 11. September | Bennett Campbell                   | kanadischer Politiker, Alt-Premierminister von Prince Edward Island edmontonsun.com            | 65    |       |
| 11. September | Ellen Marx                         | deutsch-argentinische Menschenrechtlerin                                                       | 87    |       |
| 11. September | Klaus J. Jacobs                    | deutsch-schweizerischer Unternehmer web.archive.org                                            | 71    |       |
| 11. September | Martin Wetzel                      | deutscher Bildhauer und Grafiker                                                               | 78    |       |
| 11. September | Edmund Penney                      | US-amerikanischer Schauspieler, Filmregisseur und Drehbuchautor                                | 82    |       |
| 11. September | Nils Johan Ringdal                 | norwegischer Autor und Historiker aftenposten.no                                               | 56    |       |
| 11. September | Werner Mikenda                     | österreichischer Chemiker dieuniversitaet-online.at                                            | 61    |       |
| 12. September | Bob Quinn                          | australischer Footballspieler afl.com.au                                                       | 93    |       |
| 12. September | David Foster Wallace               | US-amerikanischer Schriftsteller latimes.com                                                   | 46    |       |
| 12. September | George Putnam                      | US-amerikanischer Journalist und Moderator mercurynews.com                                     | 94    |       |
| 12. September | Max Mermelstein                    | US-amerikanischer Drogenschmuggler und FBI-Informant                                           | 65    |       |
| 12. September | Simon Hantaï                       | französisch-ungarischer Maler lefigaro.fr                                                      | 85    |       |
| 12. September | Walter Obholzer                    | österreichischer Maler welt.de                                                                 | 54    |       |
| 12. September | Charlie Walker                     | US-amerikanischer Musiker                                                                      | 81    |       |
| 13. September | Denis Barthel                      | britischer Knabensopran                                                                        | 92    |       |
| 13. September | Gerd Wedler                        | deutscher Chemiker zuv.fau.de                                                                  | 79    |       |
| 13. September | Hellmut Ehrath                     | deutscher Bildhauer und Graphiker                                                              | 70    |       |
| 13. September | Larry Eanet                        | US-amerikanischer Jazzmusiker und Arrangeur                                                    | 77    |       |
| 13. September | Olin Stephens                      | US-amerikanischer Yachtenkonstrukteur thedailysail.com                                         | 100   |       |
| 13. September | Peter Camejo                       | US-amerikanischer Politiker independentpoliticalreport.com                                     | 69    |       |
| 13. September | Peter Wegener                      | deutsch-US-amerikanischer Physiker                                                             | 91    |       |
| 13. September | Rubén Héctor Sosa                  | argentinischer Fußballspieler                                                                  | 71    |       |
| 13. September | Todor Sabew                        | bulgarisch-orthodoxer Theologe                                                                 | ≈80   |       |
| 13. September | Toni Fötsch                        | österreichischer akademischer Maler, Grafiker und Restaurator                                  | 88    |       |
| 14. September | Christian Chevallier               | französischer Jazz-Pianist, Komponist und Arrangeur                                            | 78    |       |
| 14. September | Dietrich Weber                     | deutscher Literaturwissenschaftler doderer-gesellschaft.org                                    | 73    |       |
| 14. September | Gennadi Troschew                   | russischer General rhein-zeitung.de                                                            | 61    |       |
| 14. September | Georgi Kitow                       | bulgarischer Archäologe mz-web.de                                                              | 65    |       |
| 14. September | Horst Schmutzler                   | deutscher Fußballspieler                                                                       | 84    |       |
| 14. September | Jagdish Mehra                      | indisch-US-amerikanischer Wissenschaftshistoriker                                              | 77    |       |
| 14. September | Johann Meulenberg                  | deutscher Fußballspieler borussia.de                                                           | 84    |       |
| 14. September | Ralph Russell                      | englischer Orientalist und Linguist                                                            | 90    |       |
| 14. September | Rudolf Gross                       | deutscher Mediziner [FAZ]                                                                      | 90    |       |
| 14. September | Ștefan Iordache                    | rumänischer Schauspieler mediafax.ro                                                           | 67    |       |
| 14. September | Leo Wickihalder                    | Schweizer Radrennfahrer radsportseiten.net                                                     | 71    |       |
| 15. September | Barthélémy Djabla                  | Erzbischof von Gagnoa (Elfenbeinküste) notrevoie.com                                           | 72    |       |
| 15. September | Danny Lawson                       | kanadischer Eishockeyspieler whahockey.tv                                                      | 60    |       |
| 15. September | Giorgio Bettinelli                 | italienischer Reiseschriftsteller monstersandcritics.de                                        | 53    |       |
| 15. September | Günter Rohrmoser                   | deutscher Philosoph welt.de                                                                    | 80    |       |
| 15. September | Helmut Kindler                     | deutscher Verleger web.archive.org                                                             | 95    |       |
| 15. September | Richard Wright                     | britischer Musiker und Gründungsmitglied der Rockband Pink Floyd news.bbc.co.uk                | 65    |       |
| 15. September | Slavko Gavrilović                  | jugoslawischer bzw. serbischer Historiker sanu.ac.rs                                           | 84    |       |
| 15. September | Theo Götz                          | deutscher Politiker (CDU)                                                                      | 77/78 |       |
| 16. September | Anatoli Markowitsch Schabotinski   | russischer Physiker                                                                            | 70    |       |
| 16. September | Andrei Michailowitsch Wolkonski    | russischer Komponist, Dirigent und Cembalist schott-musik.de                                   | 75    |       |
| 16. September | Avraham Biran                      | israelischer Archäologe latimes.com                                                            | 98    |       |
| 16. September | Dan Horia Mazilu                   | rumänischer Sprachwissenschaftler und Literaturkritiker evz.ro                                 | 65    |       |
| 16. September | David Wong                         | chinesischer Architekt, Präsident des Baptistischen Weltbundes publishing.yudu.com             | 97    |       |
| 16. September | Hildegard Bartels                  | Präsidentin des Statistischen Bundesamtes und Bundeswahlleiterin 1972 bis 1980 presseportal.de | 93    |       |
| 16. September | Jupp Müller                        | deutscher Sportjournalist express.de                                                           | 85    |       |
| 16. September | Norman Whitfield                   | US-amerikanischer Musikproduzent und Songwriter undercover.com.au                              | 65    |       |
| 17. September | Christiane Volger                  | deutsche Forstwissenschaftlerin sauerlaender-verlag.com                                        | 91    |       |
| 17. September | Didier Dagueneau                   | französischer Winzer lepoint.fr                                                                | 52    |       |
| 17. September | Dorothy Morton                     | kanadische Pianistin und Musikpädagogin                                                        | 91    |       |
| 17. September | Fausto Gardini                     | italienischer Tennisspieler repubblica.it                                                      | 78    |       |
| 17. September | Heinz Fahnler                      | österreichischer Sportfunktionär und Chefredakteur der Wiener Zeitung derstandard.at           | 67    |       |
| 17. September | Heinz Krendl                       | österreichischer Politiker                                                                     | 69    |       |
| 17. September | Humberto Solás                     | kubanischer Filmregisseur                                                                      | 66    |       |
| 17. September | James Crumley                      | US-amerikanischer Schriftsteller canadianpress.google.com                                      | 68    |       |
| 17. September | Joachim Koch                       | deutscher Sozialphilosoph                                                                      | 54    |       |
| 17. September | José María Cirarda Lachiondo       | Alterzbischof von Pamplona y Tudela, Spanien catholic-hierarchy.org                            | 91    |       |
| 17. September | Kurt Schmidt                       | deutscher Finanzwissenschaftler und Hochschullehrer                                            | 83    |       |
| 18. September | David Jones                        | US-amerikanischer Filmregisseur nytimes.com                                                    | 74    |       |
| 18. September | Florestano Vancini                 | italienischer Filmregisseur derstandard.at                                                     | 82    |       |
| 18. September | George Larnyoh                     | ghanesischer Jazzmusiker                                                                       | 70    |       |
| 18. September | Henry Ziegler Steinway             | US-amerikanischer Klavierbauer und Unternehmer diepresse.com                                   | 93    |       |
| 18. September | Iain MacIntyre                     | britischer Mediziner                                                                           | 84    |       |
| 18. September | Jean Darbellay                     | Schweizer Rechtswissenschaftler unifr.ch                                                       | 95    |       |
| 18. September | Mauricio Kagel                     | argentinisch-deutscher Komponist, Dirigent, Librettist und Regisseur spiegel.de                | 76    |       |
| 18. September | Robert Vogel                       | deutscher Politiker (FDP) und Unternehmer newsticker.welt.de                                   | 89    |       |
| 18. September | Ron Lancaster                      | US-amerikanischer Football-Spieler canada.com                                                  | 69    |       |
| 19. September | Alois Piňos                        | tschechischer Komponist und Musikpädagoge                                                      | 82    |       |
| 19. September | Cläre Schmitt                      | deutsche Politikerin (CDU), MdB                                                                | 93    |       |
| 19. September | David Hugh Jones                   | britischer Film und Theaterregisseur                                                           | 74    |       |
| 19. September | Dick Sudhalter                     | US-amerikanischer Jazzmusiker allaboutjazz.com                                                 | 69    |       |
| 19. September | Earl Palmer                        | US-amerikanischer Schlagzeuger web.archive.org                                                 | 83    |       |
| 19. September | François Hinard                    | französischer Althistoriker                                                                    | 66    |       |
| 19. September | Jun Ichikawa                       | japanischer Filmregisseur variety.com                                                          | 59    |       |
| 19. September | Marcel Dierkens                    | belgischer Radsportler news.tageblatt.lu                                                       | 83    |       |
| 19. September | Peter Riedesser                    | deutscher Kinder- und Jugendpsychiater hpd.de                                                  | 63    |       |
| 19. September | Shmuel Baruch Taube                | polnisch-israelischer Kantor                                                                   | 94    |       |
| 20. September | Corrado Balducci                   | römisch-katholischer Theologe und Exorzist ansa.it                                             | 85    |       |
| 20. September | Steve Gray                         | britischer Jazzmusiker                                                                         | 64    |       |
| 20. September | Kamilla Bech Holten                | dänische Moderatorin, Journalistin und Schauspielerin gravsted.dk                              | 36    |       |
| 20. September | Frank J. Valenti                   | US-amerikanischer Mobster; Boss der Rochester-Familie                                          | 97    |       |
| 20. September | Ivo Žďárek                         | tschechischer Diplomat edition.cnn.com                                                         | 47    |       |
| 20. September | Artur Schmalz                      | deutscher Unternehmer neckar-chronik.de                                                        | 95    |       |
| 20. September | Marc Raeff                         | russisch-US-amerikanischer Historiker nytimes.com                                              | 85    |       |
| 20. September | Nappy Brown                        | US-amerikanischer Bluessänger                                                                  | 78    |       |
| 20. September | Wilfrid Dixon                      | US-amerikanischer Statistiker                                                                  | 92    |       |
| 20. September | Wilhelm Heidel                     | rumänischer Handballspieler web.archive.org                                                    | 92    |       |
| 21. September | Antonio López Eire                 | spanischer Gräzist culturaclasica.com                                                          | 65    |       |
| 21. September | Brian Pippard                      | britischer Physiker nature.com                                                                 | 88    |       |
| 21. September | Brian Thomsen                      | US-amerikanischer Herausgeber und Autor locusmag.com                                           | 49    |       |
| 21. September | Carlos González Cruchaga           | Altbischof von Talca (Chile) latercera.cl                                                      | 87    |       |
| 21. September | Dingiri Banda Wijetunga            | sri-lankischer Politiker und ehemaliger Staatspräsident news.xinhuanet.com                     | 91    |       |
| 21. September | Walter Haummer                     | österreichischer Fußballspieler                                                                | 79    |       |
| 21. September | Duncan Larkin                      | englischer Radiomoderator, seit 1993 in Österreich                                             | 49    |       |
| 21. September | Jeri Sopanen                       | US-amerikanischer Kameramann query.nytimes.com                                                 | 79    |       |
| 21. September | Karl Heinz Klee                    | österreichischer Sportfunktionär diepresse.com                                                 | 78    |       |
| 21. September | Kurt Böckmann                      | deutscher Ingenieur und Politiker linie1-magazin.de                                            | 78    |       |
| 22. September | Connie Haines                      | US-amerikanische Big-Band-Sängerin                                                             | 87    |       |
| 22. September | Gerhard Bassarak                   | deutscher evangelischer Theologe, inoffizieller Mitarbeiter der DDR-Staatssicherheit           | 90    |       |
| 22. September | Hans-Jürgen Steinmann              | deutscher Schriftsteller                                                                       | 79    |       |
| 22. September | Heinz Löffler                      | deutscher Maler und Grafiker                                                                   | 94    |       |
| 22. September | Janet Brooks Gerloff               | US-amerikanische Malerin aachener-zeitung.de                                                   | 61    |       |
| 22. September | Levi Robert Lind                   | US-amerikanischer klassischer Philologe                                                        | 102   |       |
| 22. September | Michael Fabiaschi                  | US-amerikanischer Informatiker und Unternehmer news.cnet.com                                   | 53    |       |
| 22. September | Olov Svedelid                      | schwedischer Autor corren.se                                                                   | 76    |       |
| 22. September | Thomas Dörflein                    | deutscher Tierpfleger nachrichten.t-online.de                                                  | 44    |       |
| 23. September | Kirsten Holst                      | dänische Schriftstellerin politiken.dk                                                         | 72    |       |
| 23. September | Wally Hilgenberg                   | US-amerikanischer American-Football-Spieler nfl.com                                            | 66    |       |
| 23. September | Pierre-Alain Gentil                | Schweizer Politiker und Gewerkschafter swissinfo.ch                                            | 56    |       |
| 23. September | Rudolf Illovszky                   | ungarischer Fußballspieler stock-world.de                                                      | 86    |       |
| 23. September | Sonja Savić                        | serbische Schauspielerin pressonline.rs                                                        | 47    |       |
| 23. September | William Woodruff                   | US-amerikanischer Historiker nytimes.com                                                       | 92    |       |
| 24. September | Carl Cüppers                       | Schulamtsdirektor gimmersdorf-aktiv.de                                                         | 88    |       |
| 24. September | Erich Geiger                       | deutscher Regisseur, Bühnenautor und Autor                                                     | 84    |       |
| 24. September | Kwadwo Baah-Wiredu                 | ghanaischer Politiker, Finanzminister und Minister für Wirtschaftsplanung                      |       |       |
| 24. September | Magdalene Schauß-Flake             | deutsche Komponistin                                                                           | 87    |       |
| 24. September | Manuel Camacho Meléndez            | mexikanischer Fußballspieler oem.com.mx                                                        | 79    |       |
| 24. September | Robert Picht                       | deutscher Romanist tv-suedbaden.de                                                             | 70    |       |
| 24. September | Ruslan Jamadajew                   | tschetschenischer Politiker spiegel.de                                                         | 46    |       |
| 24. September | Siegfried Siara                    | deutscher Komponist und Musiker musik-news-blog.de                                             | 74    |       |
| 24. September | Uno Laht                           | estnischer Dichter, Schriftsteller und Übersetzer                                              | 84    |       |
| 24. September | Vice Vukov                         | kroatischer Sänger und Politiker javno.com                                                     | 72    |       |
| 25. September | Antonius van Uden                  | niederländischer Pädagoge und Psychologe                                                       | 95    |       |
| 25. September | Bernhard Klaus                     | deutscher evangelischer Theologe                                                               | 95    |       |
| 25. September | Brian Donnelly                     | neuseeländischer Politiker nzherald.co.nz                                                      | 59    |       |
| 25. September | Derog Gioura                       | nauruischer Politiker und ehemaliger Präsident der Republik Nauru                              | 76    |       |
| 25. September | Glenn Andrews                      | US-amerikanischer Politiker annistonstar.com                                                   | 99    |       |
| 25. September | Horațiu Rădulescu                  | französischer Komponist                                                                        | 66    |       |
| 25. September | Josef Kleisl                       | deutscher Skispringer                                                                          | 79    |       |
| 25. September | Michel Modo                        | französischer Schauspieler, Komiker und Synchronsprecher                                       | 71    |       |
| 25. September | Nino Kirow                         | bulgarischer Schachgroßmeister chessbgnet.org                                                  | 63    |       |
| 25. September | Moses Olsen                        | grönländischer Politiker und Dichter                                                           | 70    |       |
| 25. September | Ralph Sazio                        | italienisch-kanadischer American- und Canadian-Football-Spieler und -Trainer nationalpost.com  | 86    |       |
| 26. September | Max Depke                          | deutscher Sportfunktionär judobund.de                                                          | 87    |       |
| 26. September | Peter Freimark                     | deutscher Judaist                                                                              | 73    |       |
| 26. September | Géza Kalocsay                      | tschechoslowakisch-ungarischer Fußballspieler und -trainer                                     | 95    |       |
| 26. September | Raymond Macherot                   | belgischer Comiczeichner                                                                       | 84    |       |
| 26. September | Mario Maya                         | spanischer Flamenco-Tänzer dradio.de                                                           | 71    |       |
| 26. September | Jan Mazur                          | Altbischof von Siedlce, Polen naszdziennik.pl                                                  | 88    |       |
| 26. September | Krystyna Moszumańska-Nazar         | polnische Komponistin und Musikpädagogin                                                       | 84    |       |
| 26. September | Marc Moulin                        | belgischer Jazzmusiker web.archive.org                                                         | 66    |       |
| 26. September | Paul Newman                        | US-amerikanischer Schauspieler abcnews.go.com                                                  | 83    |       |
| 26. September | Cirio H. Santiago                  | philippinischer Regisseur und Produzent showbizandstyle.inquirer.net                           | 72    |       |
| 26. September | Leopold Wagner                     | österreichischer Politiker (SPÖ) derstandard.at                                                | 80    |       |
| 27. September | Hansruedi Portmann                 | Schweizer Automobilrennfahrer focus.de                                                         | 62    |       |
| 27. September | Karl Geitz                         | deutscher Lehrer und Uhrmacher                                                                 | 94    |       |
| 27. September | Kathleen Harnisch                  | deutsche Rallye-Copilotin focus.de                                                             | 25    |       |
| 27. September | Klaus Bremm                        | deutscher Winzer und Politiker rhein-zeitung.de                                                | 85    |       |
| 27. September | Mahendra Kapoor                    | indischer Sänger indianexpress.com                                                             | 74    |       |
| 27. September | Helmut Lipfert                     | deutscher Wirtschaftswissenschaftler                                                           | 84    |       |
| 27. September | Martin Zach                        | deutscher Eishockeyspieler                                                                     | 78    |       |
| 27. September | Olaf Poulsen                       | norwegischer Eisschnellläufer und Sportfunktionär arcor.de                                     | 88    |       |
| 27. September | Onno Meijer                        | niederländischer Schauspieler                                                                  | 48    |       |
| 28. September | Andrzej Badeński                   | polnischer Sprinter und Olympiadritter                                                         | 65    |       |
| 28. September | Adolf Branald                      | tschechischer Schriftsteller novinky.cz                                                        | 97    |       |
| 28. September | Otto Büchner                       | deutscher Violinist                                                                            | 84    |       |
| 28. September | Ernest L. Eliel                    | US-amerikanischer Chemiker (Stereochemie, Organische Chemie)                                   | 86    |       |
| 28. September | Osborn Elliott                     | US-amerikanischer Journalist nytimes.com                                                       | 83    |       |
| 28. September | Malalai Kakar                      | afghanische Polizistin sueddeutsche.de                                                         | 41    |       |
| 28. September | Anatoli Karazuba                   | russischer Mathematiker                                                                        | 71    |       |
| 28. September | Konstantin Pawlow                  | bulgarischer Dichter nytimes.com                                                               | 75    |       |
| 28. September | Harry Pfeifer                      | deutscher Physiker                                                                             | 79    |       |
| 28. September | Lothar Skala                       | deutscher Fußballspieler                                                                       | 56    |       |
| 28. September | Athos Tanzini                      | italienischer Fechter                                                                          | 95    |       |
| 29. September | Antônio Sarto                      | Altbischof von Barra do Garças (Brasilien) noticias.cancaonova.com                             | 82    |       |
| 29. September | Hayden Carruth                     | US-amerikanischer Dichter nytimes.com                                                          | 87    |       |
| 29. September | Joachim Goldbach                   | deutscher Generaloberst                                                                        | 78    |       |
| 29. September | Joli Jászai                        | ungarische Schauspielerin gazdasagiradio.hu                                                    | 101   |       |
| 29. September | Jürgen Lehn                        | deutscher Mathematiker                                                                         | 67    |       |
| 29. September | Kasai Morio                        | japanischer Chirurg                                                                            | 86    |       |
| 29. September | Kenneth Hoffman                    | US-amerikanischer Mathematiker                                                                 | 77    |       |
| 29. September | Luis Emilio de Souza Ferreira Huby | peruanischer Fußballspieler seaplowing.blogspot.com                                            | 99    |       |
| 29. September | Relus ter Beek                     | niederländischer Politiker dvhn.nl                                                             | 64    |       |
| 29. September | Tim Fortescue                      | britischer Politiker timesonline.co.uk                                                         | 92    |       |
| 30. September | Christa Reinig                     | deutsche Schriftstellerin buchmarkt.de                                                         | 82    |       |
| 30. September | Hans Irtel                         | deutscher Psychologe f20.blog.uni-heidelberg.de                                                | 56    |       |
| 30. September | Johannes Haas-Heye                 | deutscher Journalist und Diplomat                                                              | 96    |       |
| 30. September | Joshua Benjamin Jeyaretnam         | Politiker aus Singapur news.bbc.co.uk                                                          | 82    |       |
| 30. September | Karl Härringer                     | deutscher Jurist badische-zeitung.de                                                           | 95    |       |
| 30. September | Klaus Pohlmeyer                    | deutscher Physiker und Hochschullehrer                                                         | 69    |       |
| 30. September | Youssef Sabri Abu Taleb            | ägyptischer General und Politiker                                                              | 79    |       |
| September     | Georg Franz-Willing                | deutscher Historiker und Geschichtsrevisionist                                                 | 93    |       |
| September     | Günter Söffing                     | deutscher Richter am Bundesfinanzhof                                                           | 81    |       |
| September     | Hans Fischer                       | deutscher Motorradrennfahrer classic-motorrad.de                                               | 71    |       |
| September     | Per-Oskar Persson                  | schwedischer Erfinder                                                                          |       |       |